# 臺灣人三部曲
《臺灣人三部曲》是客家裔臺灣作家鍾肇政的大河小說，於1964年執筆，由三部曲所構成，分別為《沉淪》、《滄溟行》、《插天山之歌》，故事描述龍潭望族陸家分別在臺灣日治時代初、中、晚期背景之下所發生的故事。故事佈局宏偉，撰稿歷時十年，在臺灣文學發展過程中是一部重要的作品。
葉石濤稱此書是「一部民族史詩的風格，一卷本省人民悲歡離合多采多姿的敘事詩；闡釋民族和土地絕對不得割裂的思想」。彭瑞金認為此書是鍾肇政一生中最重要的創作。

## 創作沿革
1964年，鍾肇政開始創作三部曲當中的第一部《沉淪》，1967年11月開始發表於《臺灣日報》副刊，至1968年6月連載完畢，隨後在當月由蘭開書局出版，共分上、下兩冊。1973年6月，第三部《插天山之歌》發表於《中央日報》副刊，至10月連載完畢，後由志文出版社於1975年5月出版。第二部《滄溟行》則於1976年8月在《中央日報》副刊發表，至1977年1月連載完畢，同年10月，由竹南七燈出版社發行。1980年6月，三篇作品合刊為長篇小說《臺灣人三部曲》，由遠景出版社印行。

## 故事簡介

### 沉淪
1895年，福建臺灣省割讓予日本，面對空前的時局變化，位於龍潭九座寮的望族陸家，為了遷回中國內地或者留下來保衛家園，陷入了爭議與抉擇。家族長者信海老人決定，由陸仁勇組織一支陸家子弟兵，參加當時全臺各地風起雲湧的義勇軍，對日軍展開迎擊。陸仁勇率眾投奔在平鎮以胡老錦為首的義軍集團，但因義軍成員皆以農家子弟為主，缺乏訓練，武器落後，與日軍激烈對戰後，仍告覆滅。陸仁勇帶著戰敗倖存的族人們回到了九座寮，卻受到了當地群眾的熱烈迎接。後聽聞義軍統領吳湯興計畫反攻新竹，仁勇決定，再次投入決戰……

### 滄溟行
日本殖民統治的二○年代，陸家兩兄弟：陸維棟及陸維樑，面對此一新社會環境，有著不同的生活方式。哥哥陸維棟出身師範學校，畢業後在小學擔任教師，人生平步青雲，一心希望藉由努力獲得官方的榮譽與肯定。弟弟陸維樑因無法像哥哥一樣繼續唸書，只好離家北上在日本人開的書店裡工作。維樑在書店博覽群書，因而開啟視野，開始對農民有所悲憫與關懷；但與書店老闆女兒文子的愛情，卻因民族藩籬而沒有結果，失望之餘黯然回鄉。回到故鄉的維樑，進而推動農民運動，運用各種方法和日本統治者周旋抗爭，這無疑為哥哥維棟帶來困擾，勸說未成，兄弟感情破裂。最後維樑被官方逮補，維棟也明白無論自身如何努力，也無法突破民族隔閡得到認同，而自牢中救出弟弟。

### 插天山之歌
四○年代太平洋戰爭期間，在日本就讀東京工業大學，並參加抗日地下組織的陸志驤，在大學畢業後，打算與同志回臺從事抗日工作。但在返臺途中，船遭盟軍潛艦擊沉，志驤漂流到海邊被老漁夫救起，逃過一劫。與同志失散的志驤，同時受日本特務追捕，他只好躲進三角湧的山區，受到插天山上朋友們的支持與庇護。此後他展開了一段長期的躲避與逃亡，過程中也認識了奔妹，兩人發展出感情，而後結為連理。最後，志驤終遭到日本警察逮捕，但在大溪郡役所被拘留一天之後，即被放出。當他踏出郡役所大門後，看見滿街都是歡呼的人群，他才得知：日本已經戰敗投降了。

## 戲劇改編
- 《黃帝子孫》：1968年臺灣電視公司電視劇，游娟製作，由《沉淪》所改編。
- 《插天山之歌》：2006年電影，改編自《插天山之歌》，由黃玉珊執導，莊凱勛、安代梅芳主演，陳秉宏、陳炳臣、王榆丹、林鴻翔、黃采儀、鄭仁博、羅思琦等合演。